# Place de A Ferrería
La praza da Ferrería (Place de la Forge) est une grande place située en bordure du centre historique de Pontevedra (Espagne), à l'intérieur des anciens remparts. C'est la place principale de la vieille ville et a une superficie d'environ 2 000 m2. Elle comprend les petites places de l'Étoile sur le côté nord, la place Orense sur le côté sud et le square Casto Sampedro sur le côté est, faisant en tout près de 5 000 m2.

## Origine du nom
La place tire son nom des forges qui s'y trouvaient au Moyen Âge, puisque les Rois Catholiques ont décrété certaines ordonnances pour armer les chevaliers espagnols avec des armes de Pontevedra et d'Oviedo.

## Historique
Les premières références à la place datent des années 1325 à 1330. Au Moyen Âge, elle était connue sous le nom de Plaza de Trabancas, et a pris le nom de Ferrería vers 1820 en mémoire des anciens artisans et forgerons qui y vivaient, qui fabriquaient toutes sortes d'armes et d'instruments en fer et qui sont devenus célèbres dans tout le pays.
La place a été agrandie au XVe siècle pour accueillir le marché de la Feira Franca, marché libre d'impôts, qui a commencé à avoir lieu dans la ville par un privilège royal établi par le roi Henri IV en 1467.
Au milieu du square de Casto Sampedro, sur le côté est de la place, il y a une fontaine du XVIe siècle qui a été sur le côté pavé de la place, au milieu, jusqu'en 1857. Financée en 1537 par Charles Quint, dont elle porte les armoiries, et achevée 15 ans plus tard, elle a été construite dans le style des fontaines portugaises (chafariz) par João Lopes et Domingo Fernández. La fontaine accueillait les pèlerins en route pour Saint-Jacques-de-Compostelle après avoir accédé à l'enceinte fortifiée de la ville par la porte de Trabancas des remparts. Elle est mentionnée dans la chanson populaire  :  
| PONTEVEDRA É BOA VILA DÁ DE BEBER A QUEN PASA. A FONTE NA FERRERÍA, SAN BARTOLOMÉ NA PRAZA. | Pontevedra est une bonne ville Donne à boire à ceux qui passent par là, La fontaine de A Ferrería Saint-Barthélemy sur la place |

Depuis le XVIIe siècle, les corridas se déroulaient sur la place de A Ferrería, qui était fermée par des barrières en bois. En 1820, la place a été rebaptisée Plaza de A Ferrería, son nom actuel, en mémoire de la guilde des forgerons. En 1845, le terrain en contrebas du Couvent Saint-François a été nivelé pour un aménagement paysager. En 1853, les marches menant à l'église ont été construites. En 1928, la fontaine  a été restaurée et installée dans le square Casto Sampedro (résultant de cet aménagement paysager), à une cinquantaine de mètres de son emplacement d'origine. Elle a servi de modèle à de nombreuses fontaines qui ont été construites dans les cloîtres des couvents et devant certains pazos.
Entre 1854 et 1931, la place a été appelée Plaza de la Constitución. Le marché de la ville se tenait autrefois sur le côté pavé de la place. En 1910, la place a été rénovée et pavée et les deux bâtiments art nouveau ont été construits en face du couvent Saint-François.
En 1983, le conseil municipal de Pontevedra a décidé de paver la rue du Chocolat avec du granit, dont la rénovation a été inaugurée en août 1984. Cette rénovation a permis d'éliminer le trafic routier le long de la rue et de faire le premier pas vers l'unification des espaces de la place de A Ferrería et des jardins Casto Sampedro. La rue a été rebaptisée Paseo de las Camelias jusqu'en 1988, date à laquelle elle a adopté son nom définitif d'Antonio Odriozola.

## Description

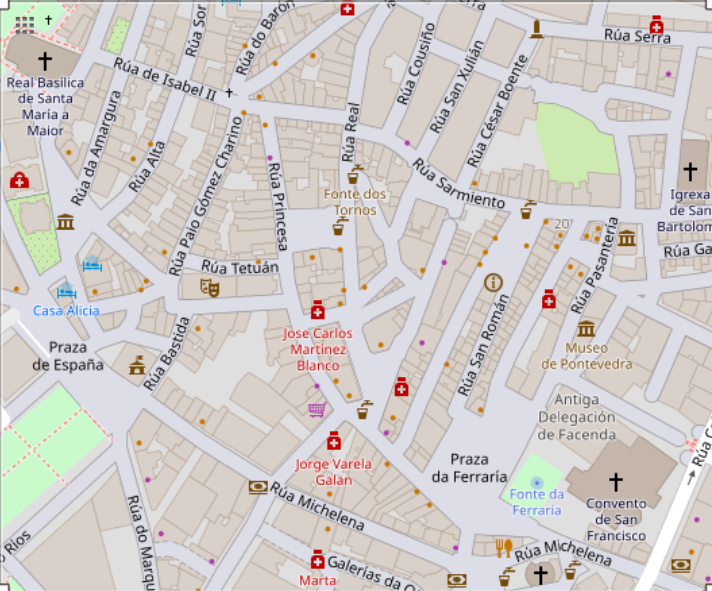
Place de la Ferraría (en galicien) en bas à droite, dans le centre historique

Les rues Soportales de A Ferrería, Conde de San Román, Pasantería, Benito Corbal, Figueroa, et l'ancienne Porte de Trabancas des remparts qui fait partie du Camino portugués, y mènent. Près d'elle se trouve l'église de la Vierge Pèlerine.
Ses locaux commerciaux sont pour la plupart des établissements textiles ou hôteliers. Le célèbre magasin du textile Almacenes Clarita a ouvert en 1916. La place est située à côté du Couvent Saint-François et des petites places de l'Étoile (700 m2), et d'Orense (700 m2), ainsi que le square Casto Sampedro, de 1 000 m2.
Deux des plus anciens cafés de la ville se trouvent sur la place : le café Savoy (aujourd'hui Restobar Savoy), un lieu de rencontres intellectuelles depuis 1936, et le Carabela, qui a ouvert dix ans plus tard, en 1946.
Entre la place de A Ferrería et les jardins Casto Sampedro se trouve le Paseo Antonio Odriozola, jalonné de camélias et de bancs, anciennement connu sous le nom de rue du Chocolat en raison de son ancien pavage noir.

## Bâtiments remarquables
Les bâtiments de la place datent du XIVe siècle au XXe siècle. À l'est et au nord de la place se trouvent le couvent et l'église gothique Saint-François et en contrebas, au milieu du square Casto Sampedro, se trouve la célèbre fontaine Renaissance de A Ferrería.
À l'ouest de la place, se trouvent deux bâtiments Art nouveau remarquables. Le bâtiment de style art nouveau au numéro 8, plus au sud, est le plus ancien des deux. Il a été conçu par l'architecte Andrés López de Ocáriz Robledo, qui a achevé le projet en juin 1912. Le bâtiment a été promu par l'indiano Juan Pazos, qui a acheté quatre des cinq petites maisons du XVe siècle qui délimitaient la place à l'ouest et qui ont été démolies. Il se compose d'un rez-de-chaussée avec des arcades à double hauteur, de trois étages et de combles. Une décoration art nouveau avec des motifs floraux et géométriques apparaît sur la façade principale au-dessus et au-dessous des portes et des fenêtres, ainsi que sur le fronton central incurvé avec un arc en plein cintre et sur les corniches de chaque côté de celui-ci. Le bâtiment comporte deux grands balcons centraux en fer forgé aux deux premiers étages et quatre balcons latéraux au troisième étage. Il a été entièrement rénové en 2007 par les architectes César Portela et Enrique Barreiro Álvarez.

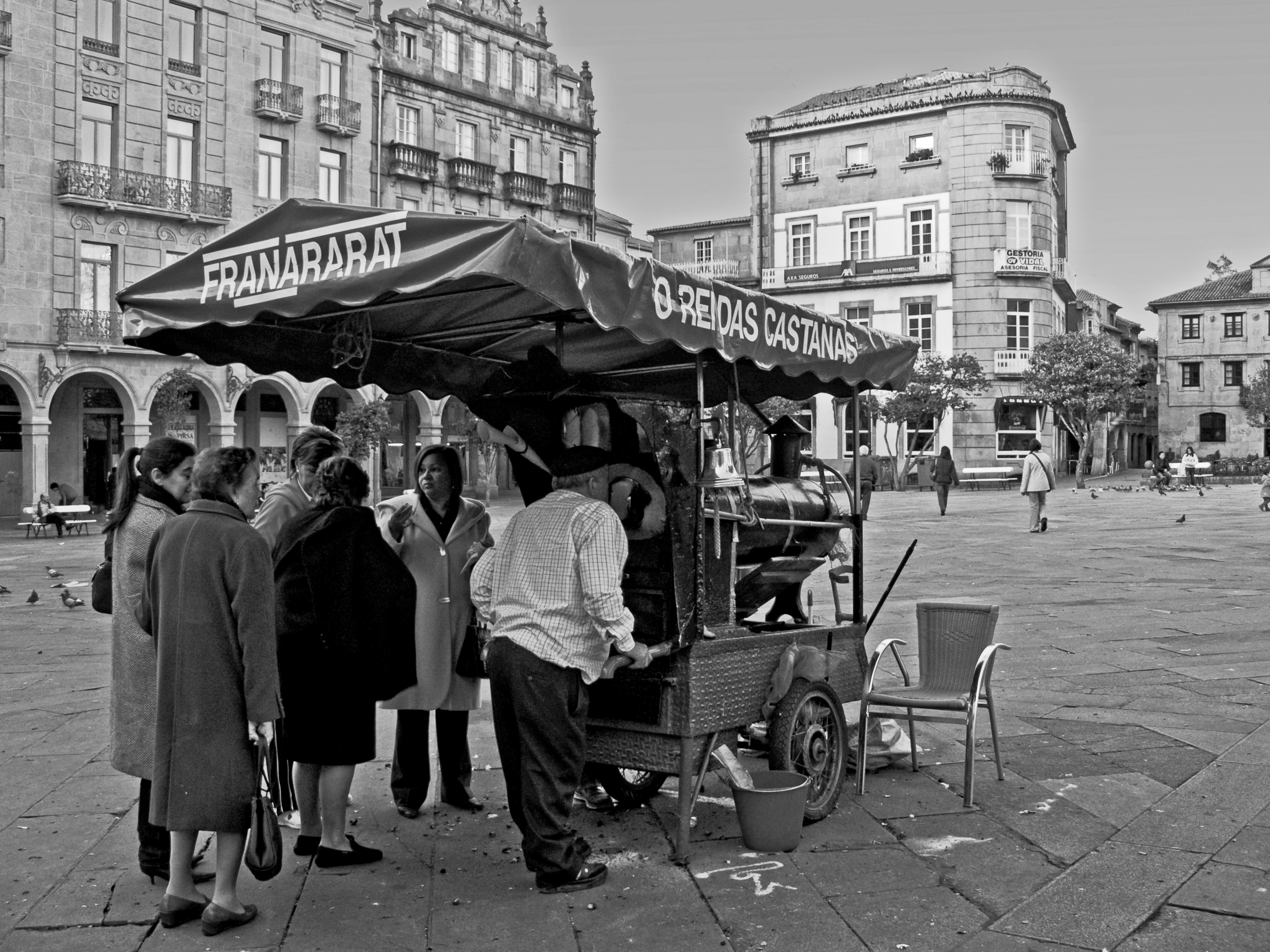
Un homme vendant des châtaignes sur la Place de A Ferrería.

Le bâtiment art nouveau du numéro 9, plus au nord, a été construit dans les années 1920. Il comporte un rez-de-chaussée avec des arcades à double hauteur et quatre étages et est surmonté d'un petit fronton central à la décoration géométrique. Cette décoration est également présente sur les côtés des portes de balcon et surtout sous les balcons du premier étage. Le bâtiment se distingue par la présence d'un balcon en pierre à chacune des portes-fenêtres, soit quatre par étage. Celles-ci présentent des vitraux rouges, verts et bleus en harmonie chromatique avec ceux de l'église Saint-François. Le bâtiment, qui dispose de deux portes d'accès depuis la place, avec deux volées d'escaliers différentes pour permettre un accès indépendant aux deux appartements de chaque étage, a été entièrement rénové par l'architecte Mauro Lomba en 2022,.
Au sud de la place on peut voir en arrière-plan l'église de la Vierge Pèlerine. La Casa de las Caras est située sur la place de l'Étoile.

## Culture
La place est généralement remplie de pigeons que les enfants aiment nourrir. La foire atlantique de l'artisanat et du dessin s'y tient au mois de juillet. Le marché aux fleurs y a lieu actuellement la veille de la Toussaint, ainsi que divers marchés populaires des jours tels que ceux de la Feira Franca ou de la Journée du livre.
En plus s'y tiennent des concerts gratuits en été et l'incinération du perroquet de Ravachol lors du Carnaval. En automne c'est par excellence le lieu où on trouve les vendeurs traditionnels de châtaignes.

## Galerie d'images

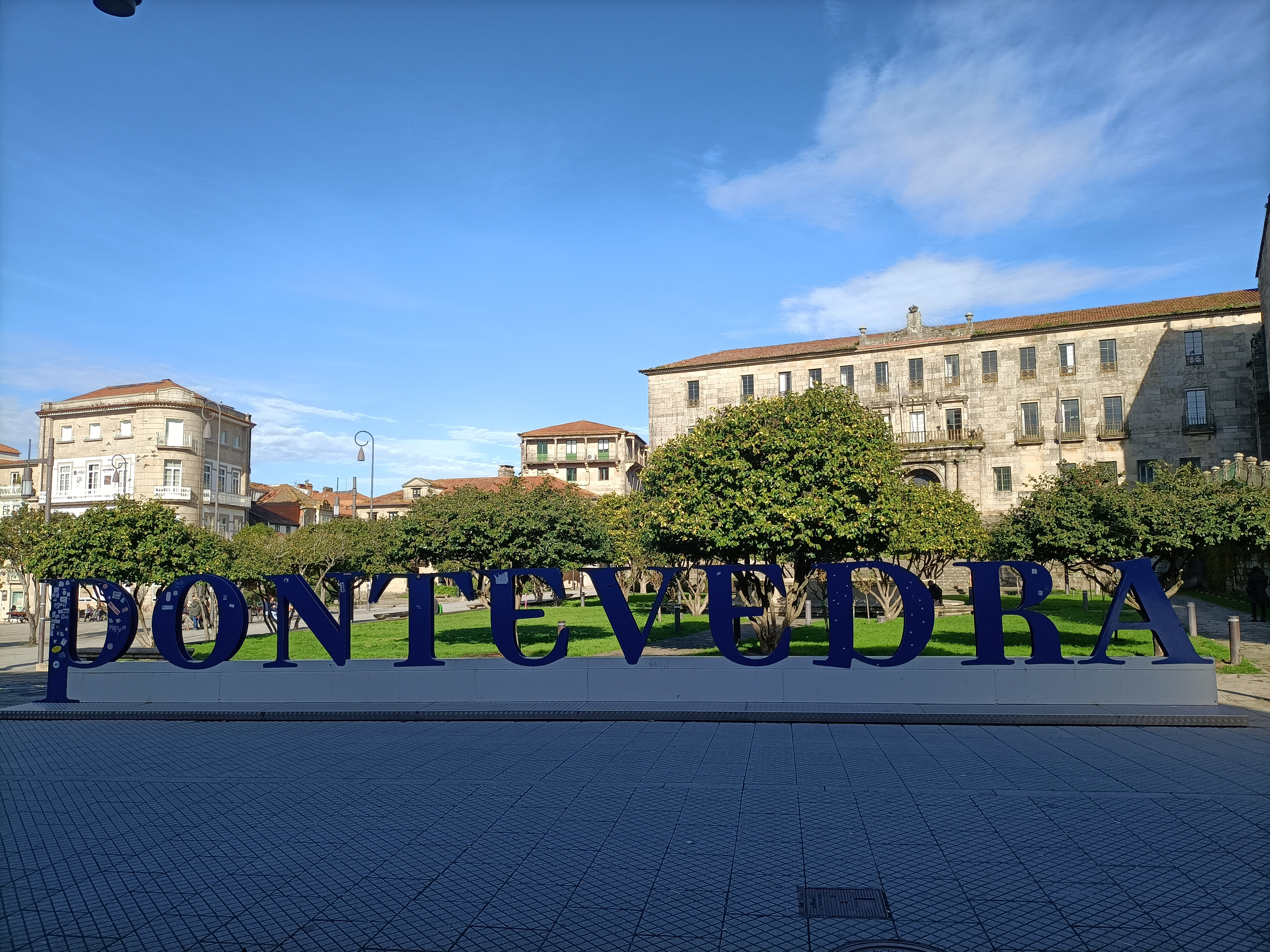
Panneau touristique
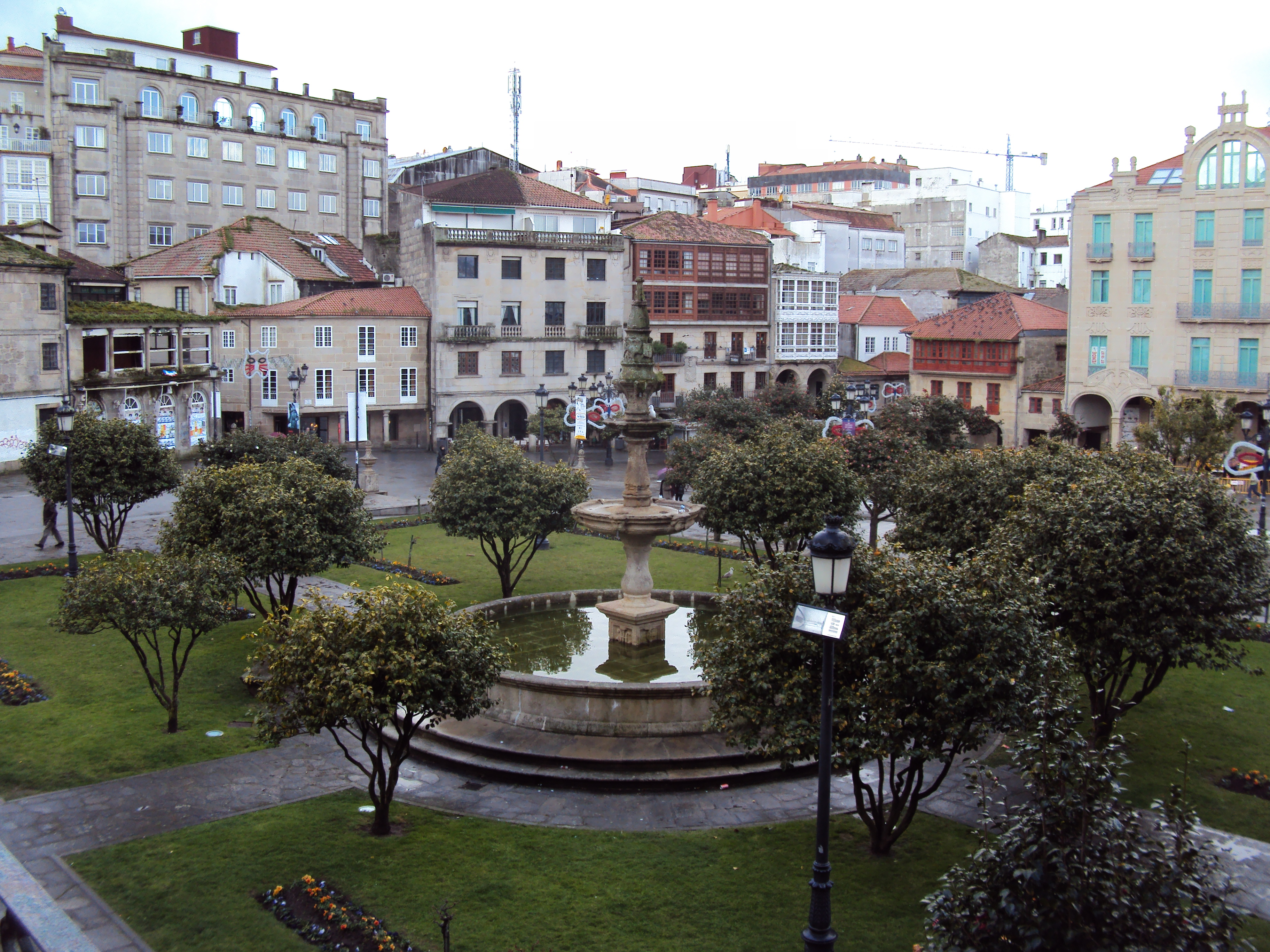
Fontaine au milieu des jardins
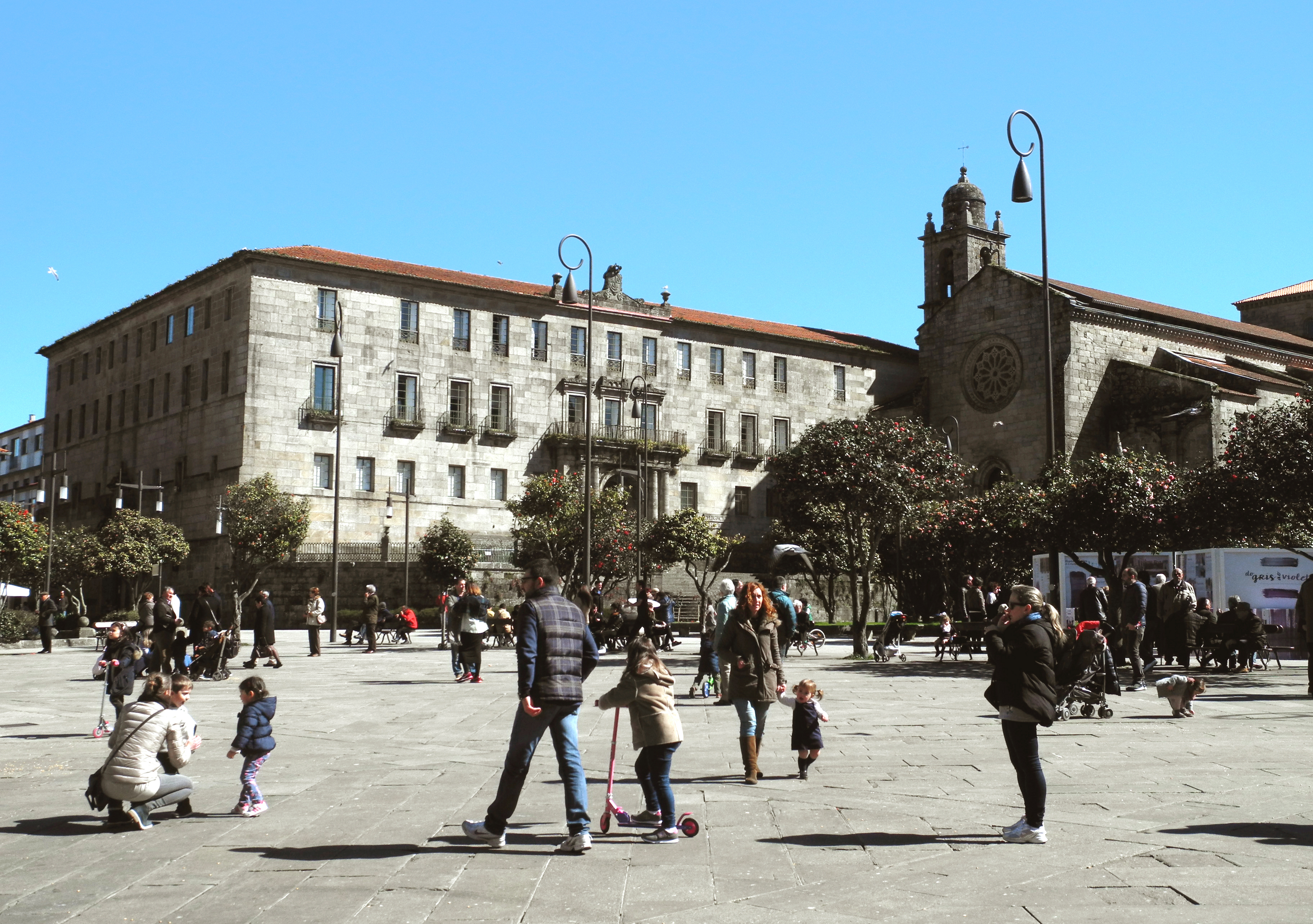
Place et couvent Saint-François
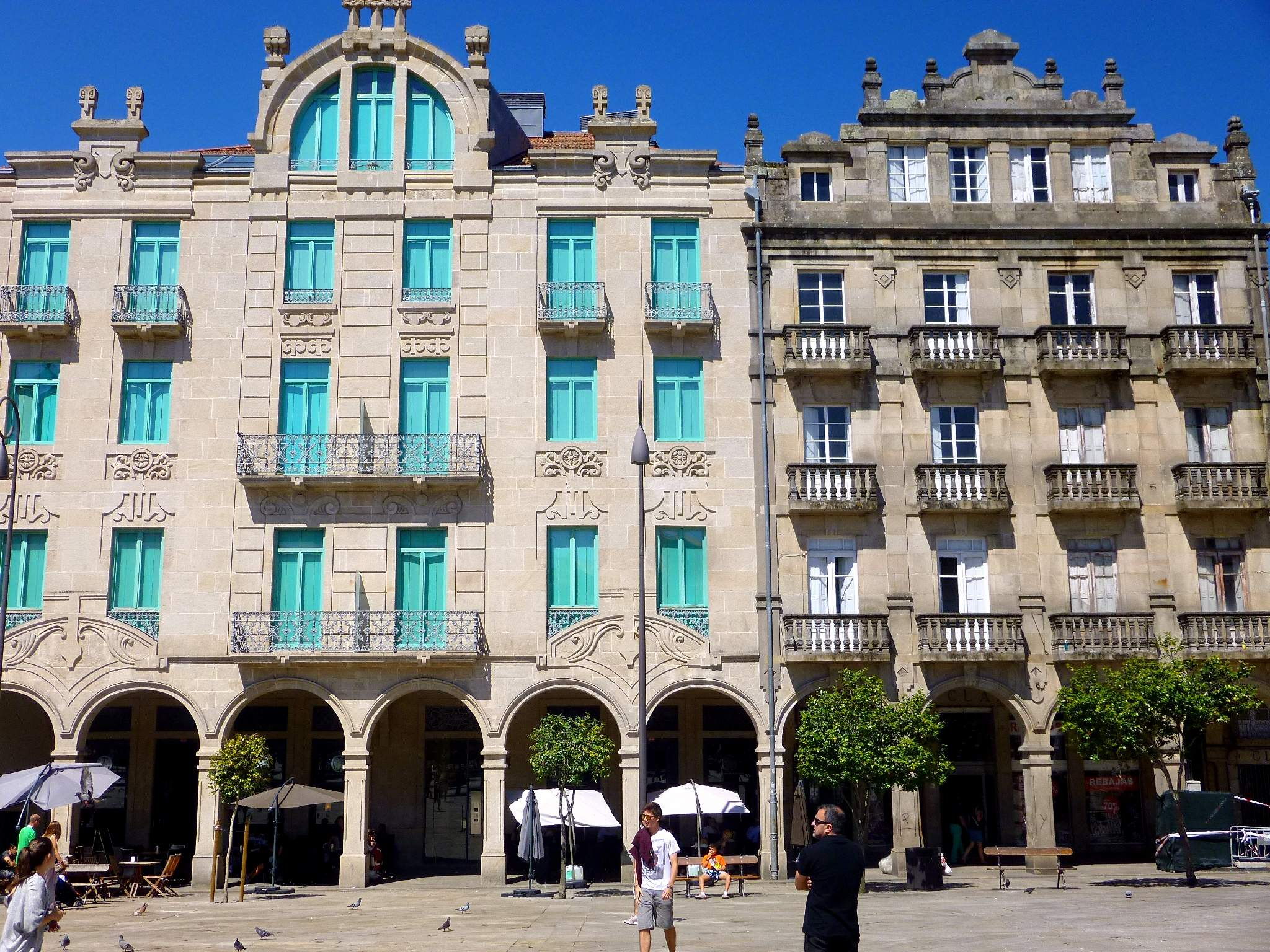
Bâtiments Art Nouveau aux numéros 8 et 9
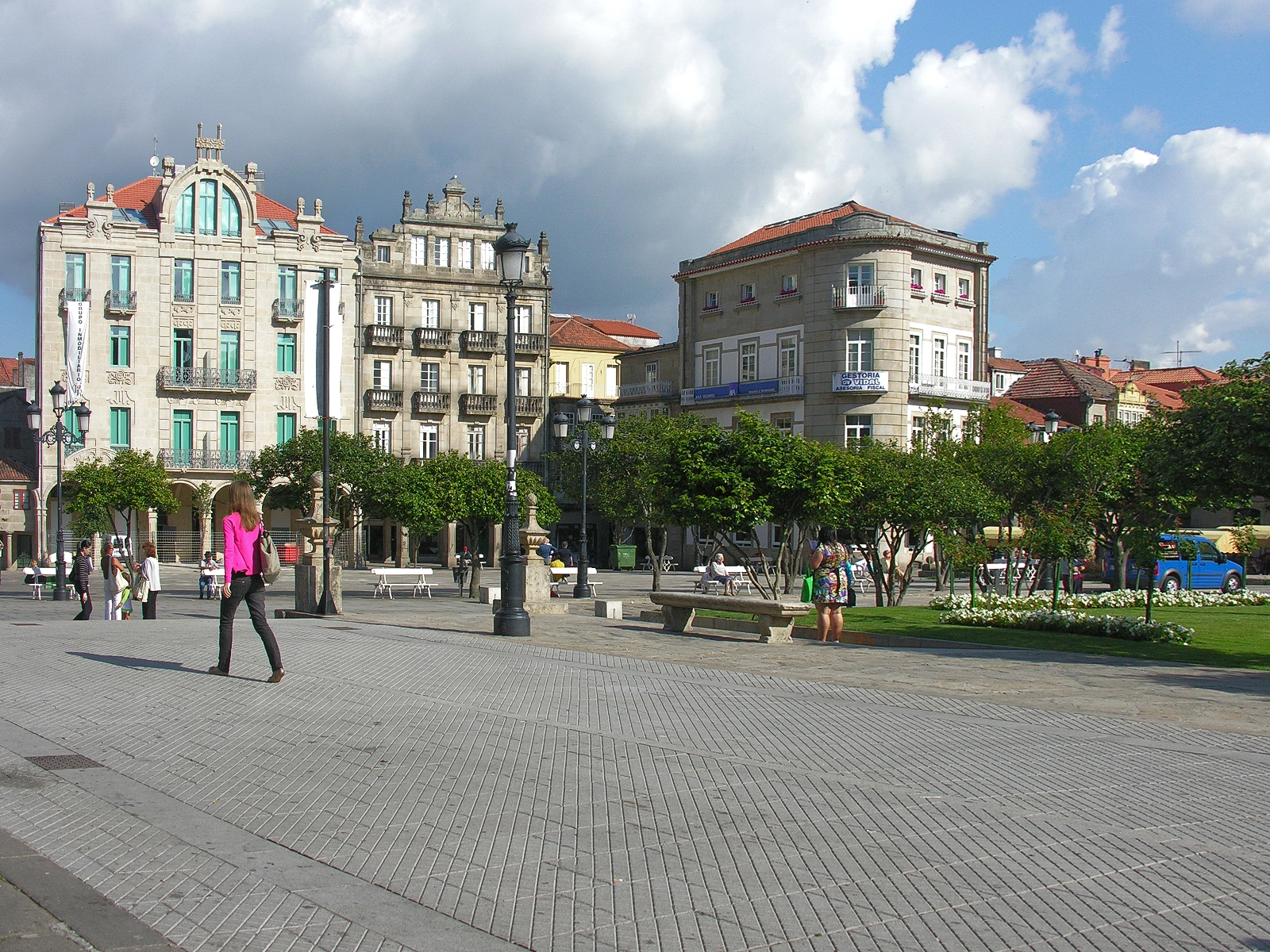
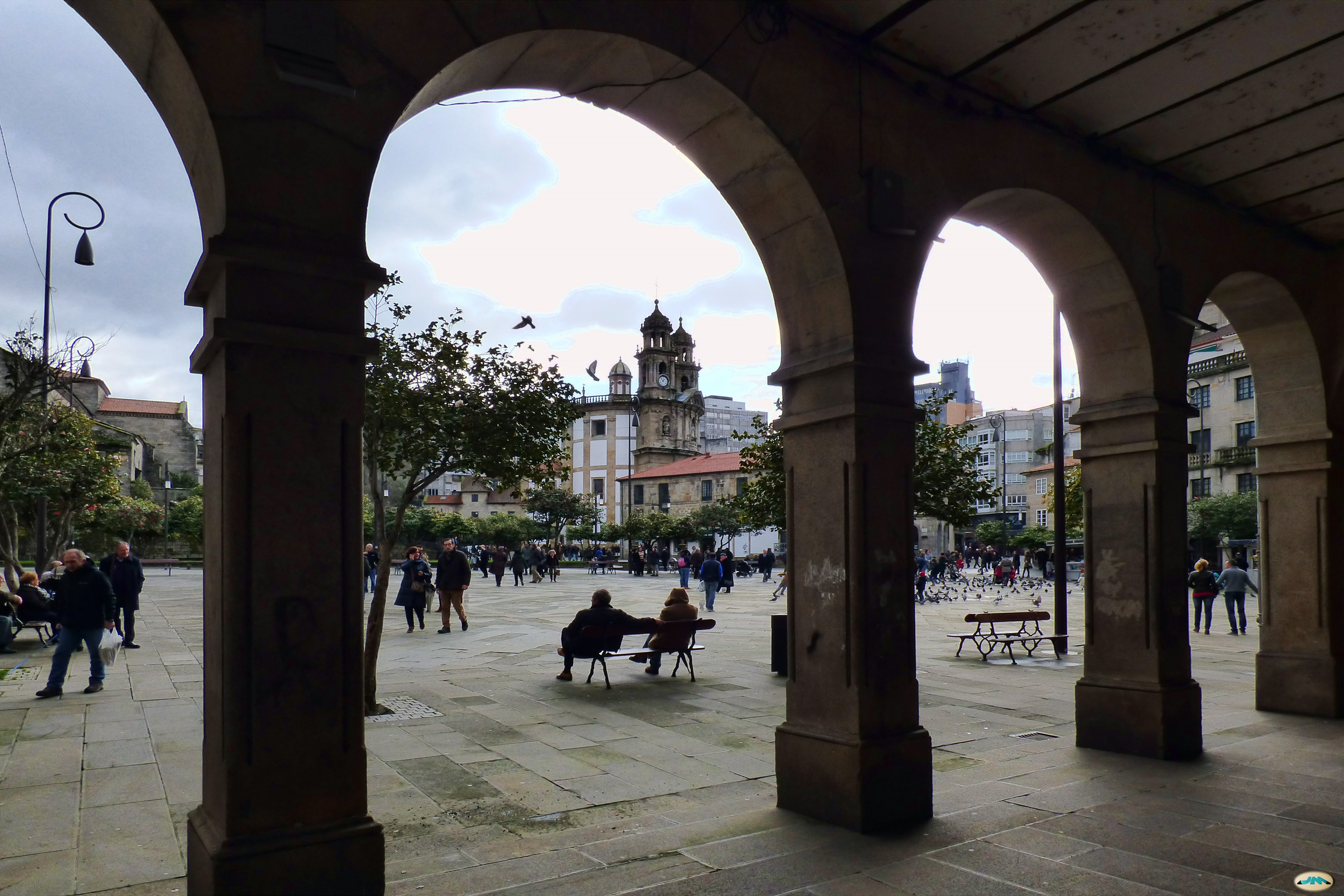
Arcades de la place
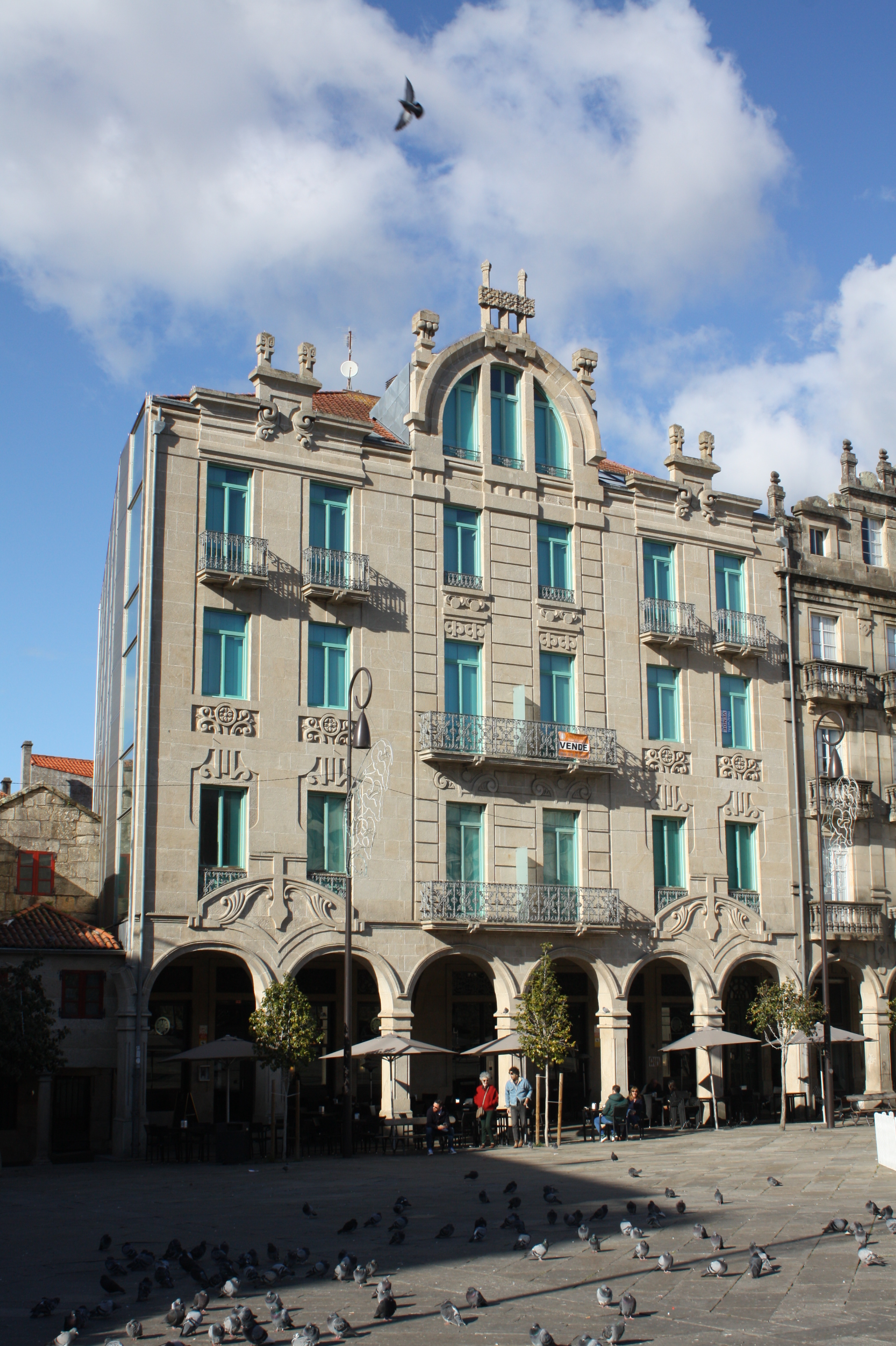
Pigeons sur la place
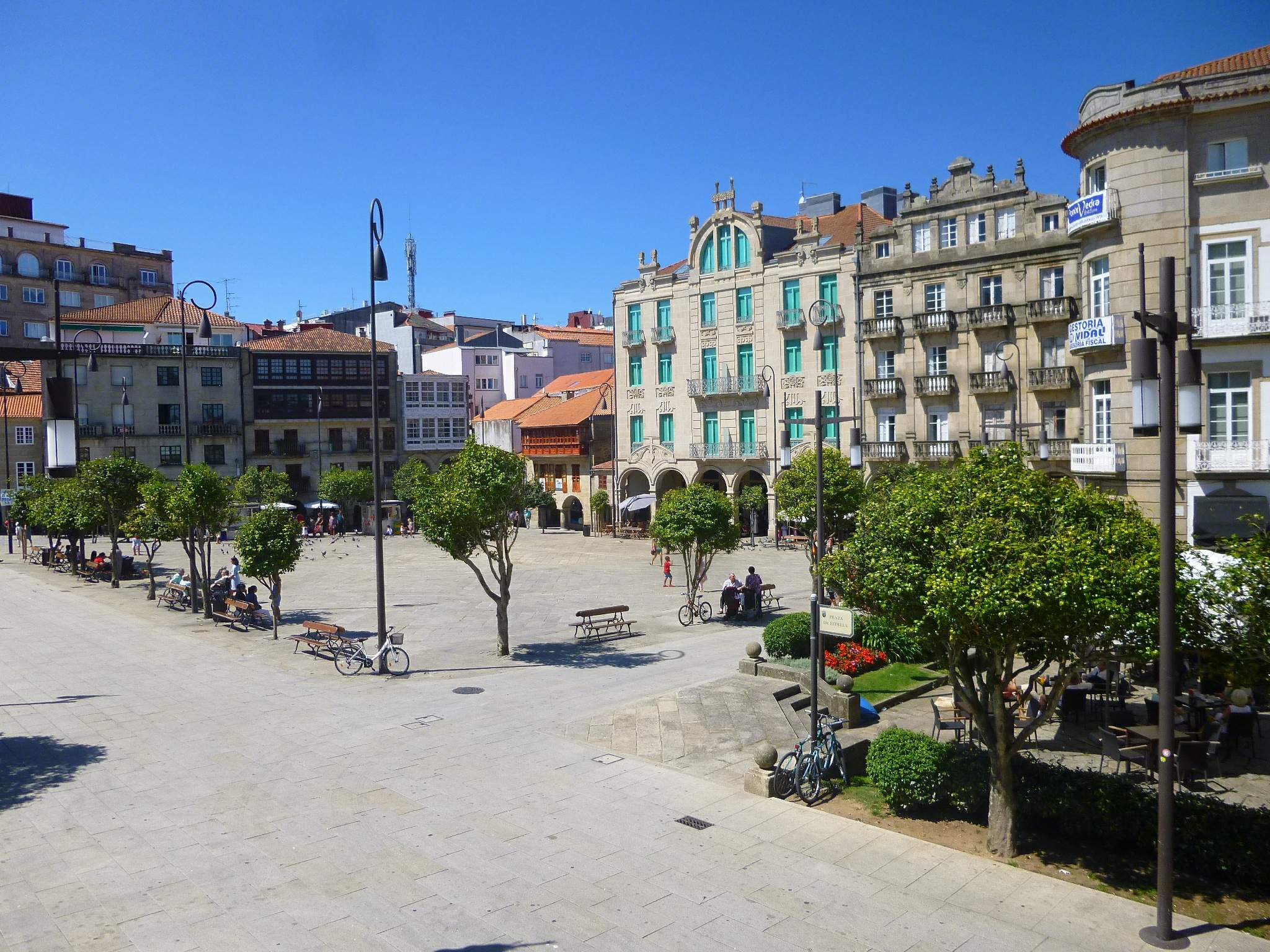
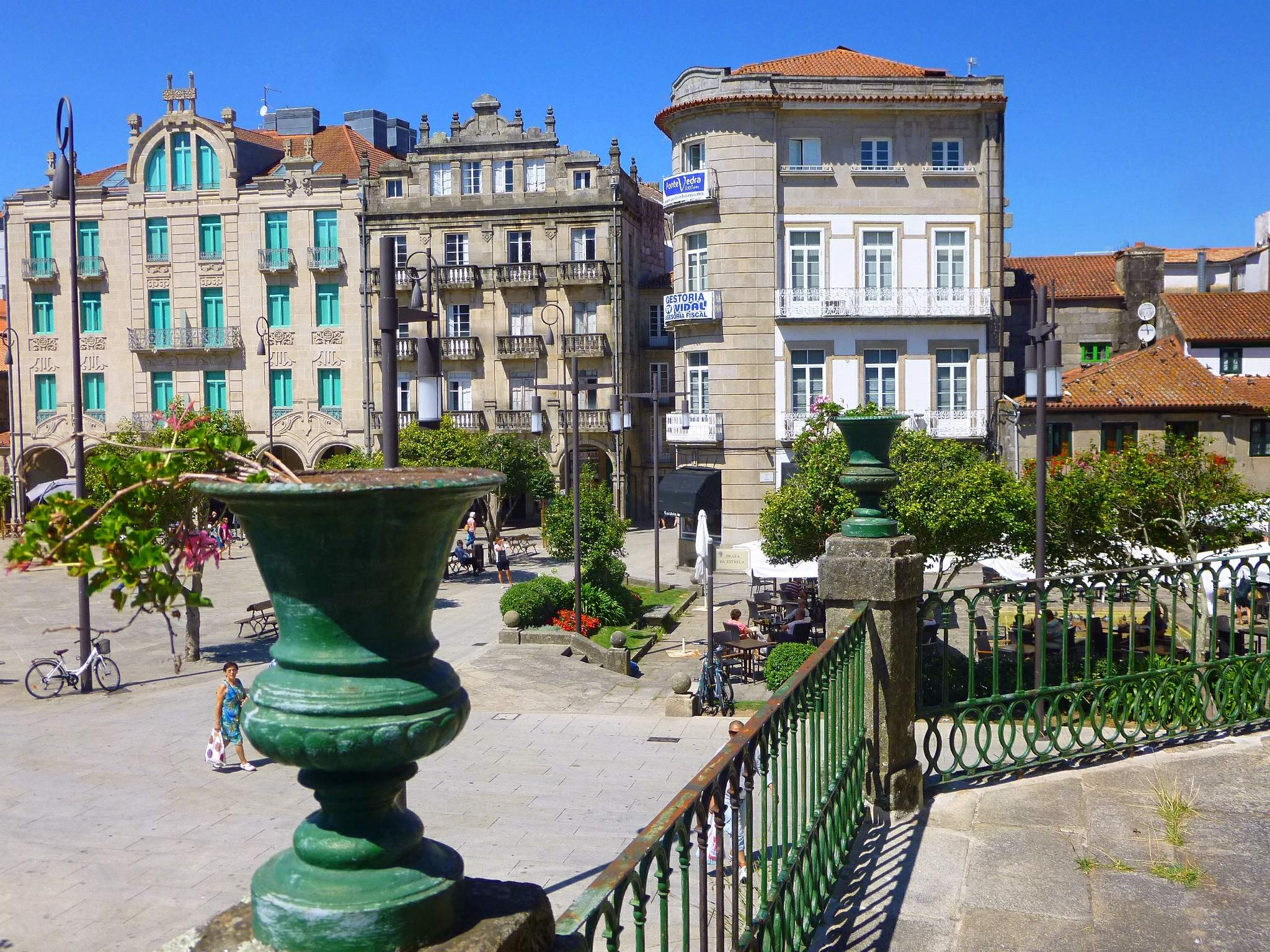
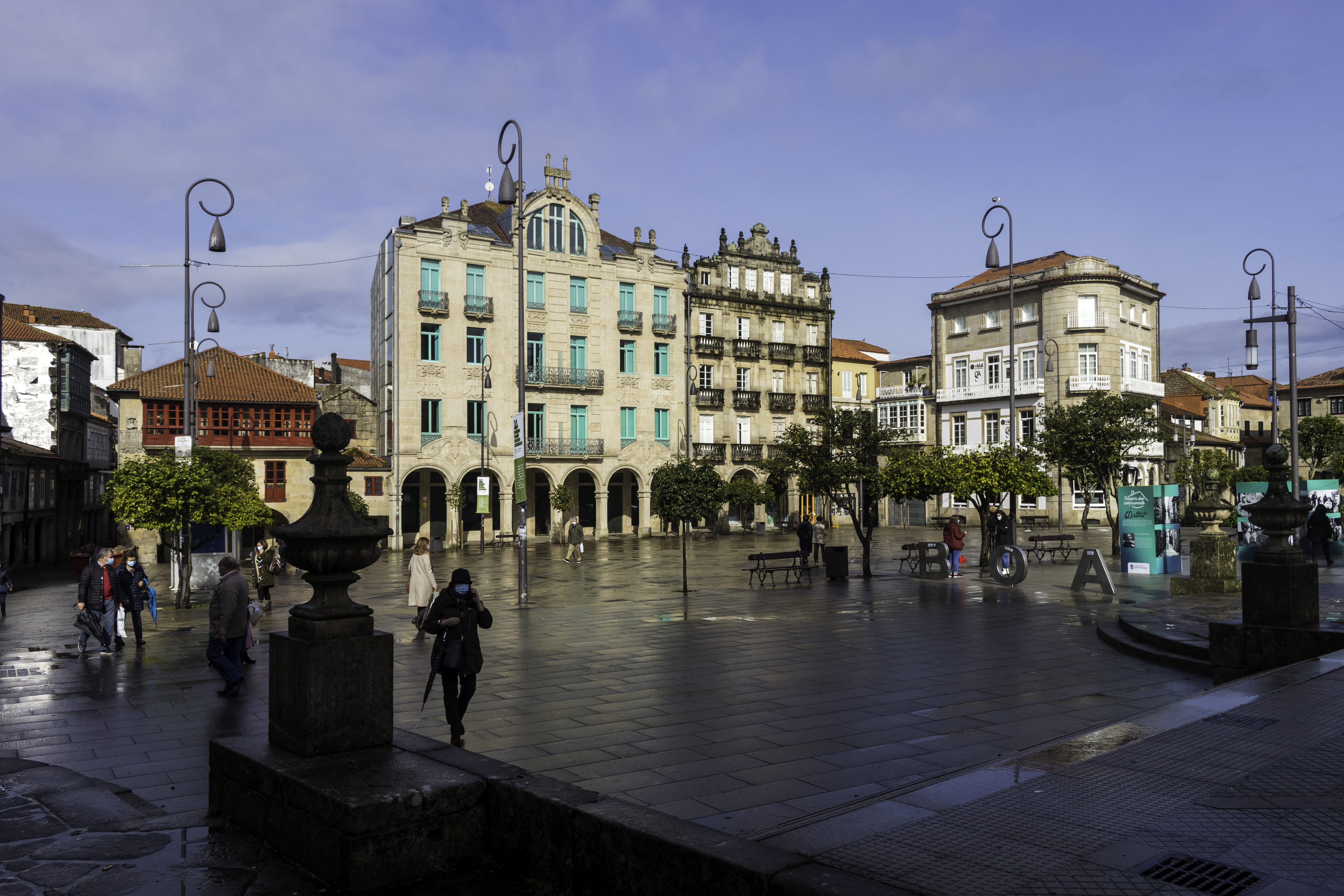
La place en 2020.
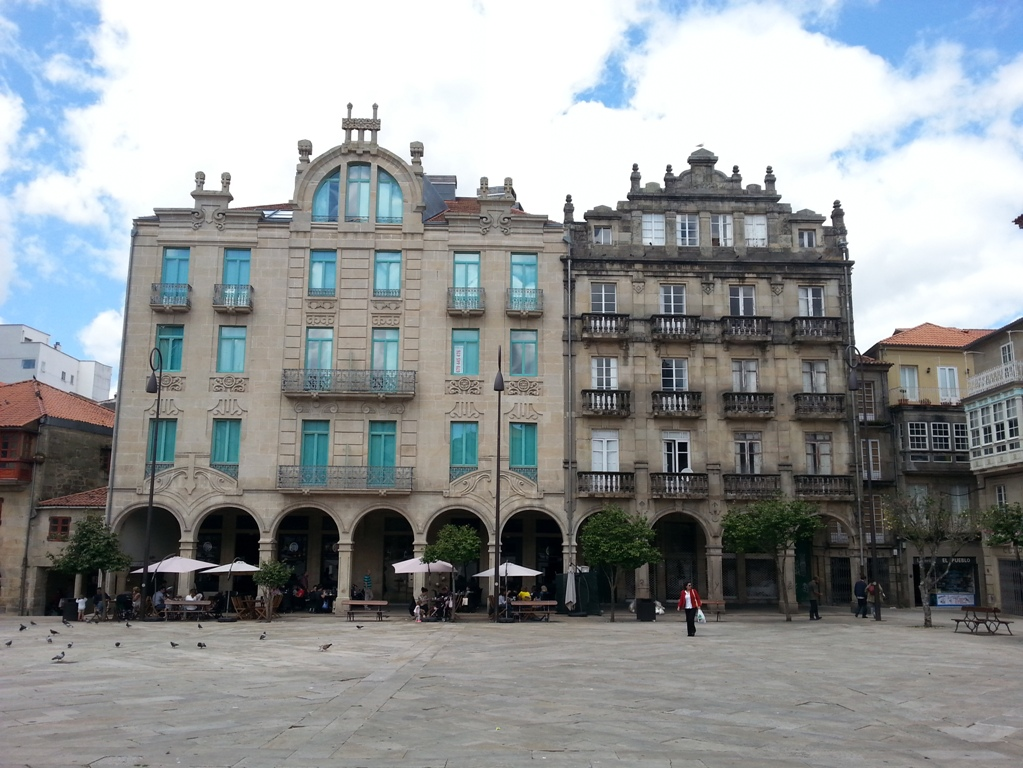
Bâtiments art nouveau.
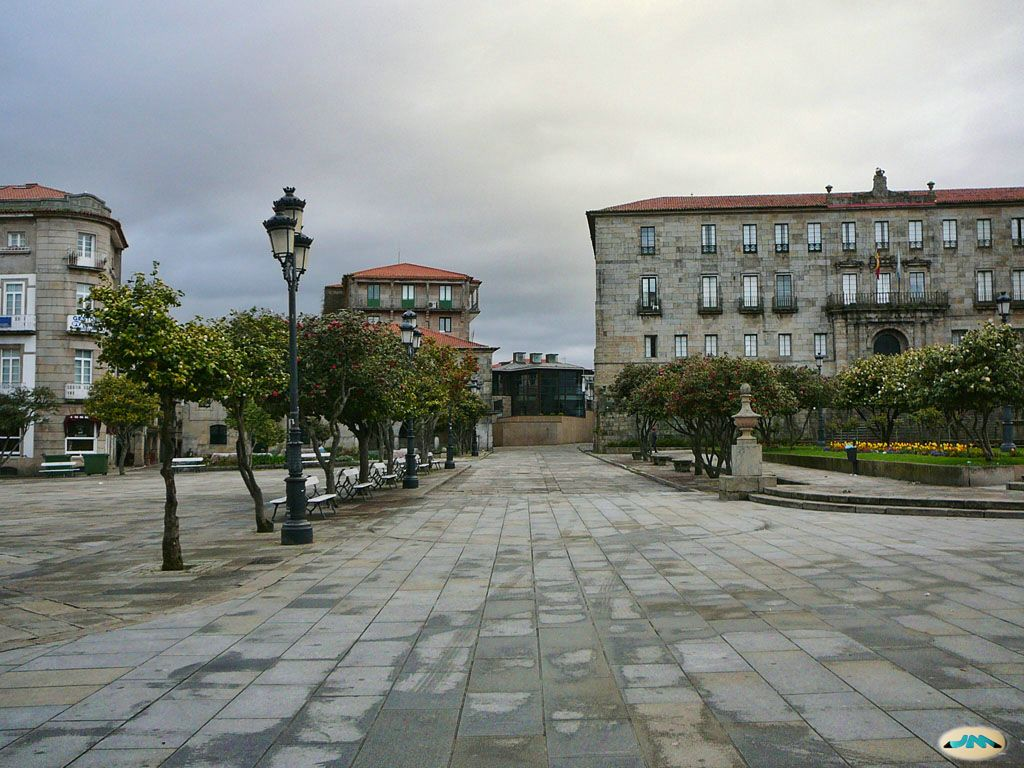

## Voir également

### Autres articles
- Fontaine de A Ferrería
- Centre historique de Pontevedra
- Casa de las Caras
- Rue Benito Corbal
- Place de la Constitution